# Изола дел Кантоне
Изола дел Кантоне (итал. Isola del Cantone) је насеље у Италији у округу Ђенова, региону Лигурија.
Према процени из 2011. у насељу је живело 943 становника. Насеље се налази на надморској висини од 295 м.

## Становништво
| 1936. | 1951. | 1961. | 1971. | 1981. | 1991. | 2001. | 2011. |
| ----- | ----- | ----- | ----- | ----- | ----- | ----- | ----- |
| 2.865 | 2.691 | 2.321 | 2.052 | 1.897 | 1.610 | 1.490 | 1.535 |